# Prospeed Competition
Prospeed Competition – belgijski zespół wyścigowy, założony w 2006 roku przez Rudi Pendersa oraz Luca Gorisa. Obecnie zespół startuje w FIA World Endurance Championship, 24-godzinnym wyścigu Le Mans oraz w European Le Mans Series. W przeszłości ekipa pojawiała się także w stawce Blancpain Endurance Series, ADAC GT Masters, FIA GT3 European Championship, Le Mans Series, Intercontinental LeMans Cup, 24 Hours of Zolder, Belcar Endurance Championship oraz FIA GT Championship. Siedziba zespołu znajduje się w Liège.